# Pont en spirale
Ne doit pas être confondu avec Pont circulaire.

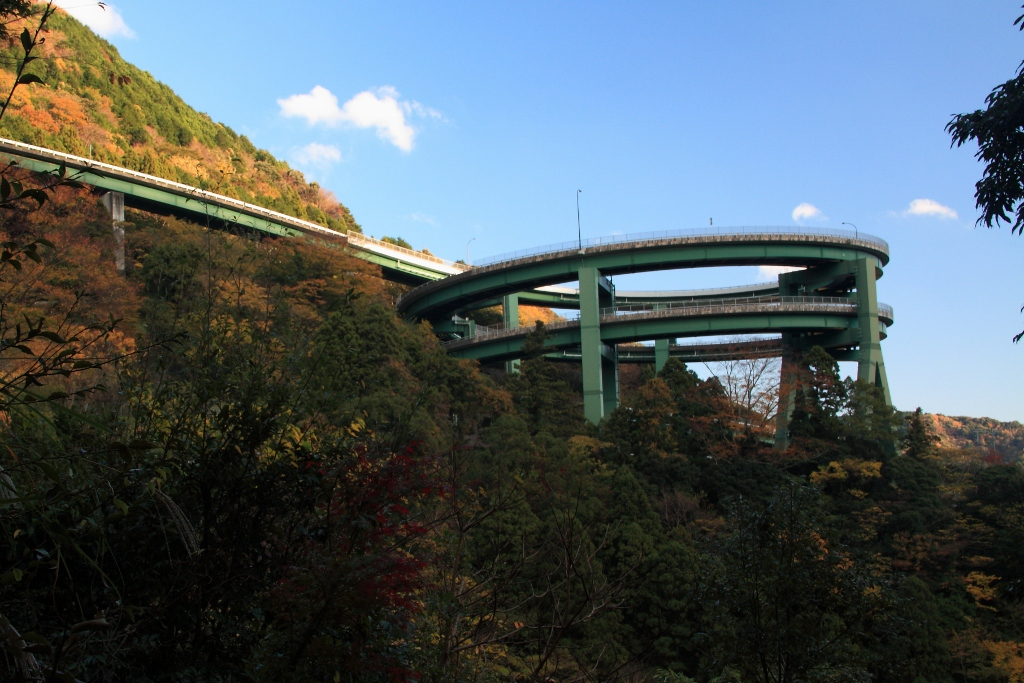
Le pont circulaire de Kawazu-Nanadaru, un pont en spirale au Japon.

Un pont en spirale, pont spiralé, pont en hélice ou pont hélicoïdal est un pont qui forme une boucle autour de sa propre route, permettant de monter rapidement en altitude. Pour les infrastructures ferroviaires, on parle de boucle hélicoïdale.
Techniquement, la forme d'un tel pont décrit une hélice plutôt qu'une spirale. Cette solution technique trouve son utilité lorsque la pente du terrain est raide pour permettre la construction de virages en lacet ou lorsque la route conduisant au pont se terminerait autrement trop loin de l'extrémité du pont. 
Ce type de structure est également utilisé dans les parking à étages.

## Exemples

### Afrique
- La Réunion :
  - Le pont de la Boucle porte la route de Cilaos en franchissant cette même route.

### Amérique
- États-Unis :
  - Dakota du Sud :

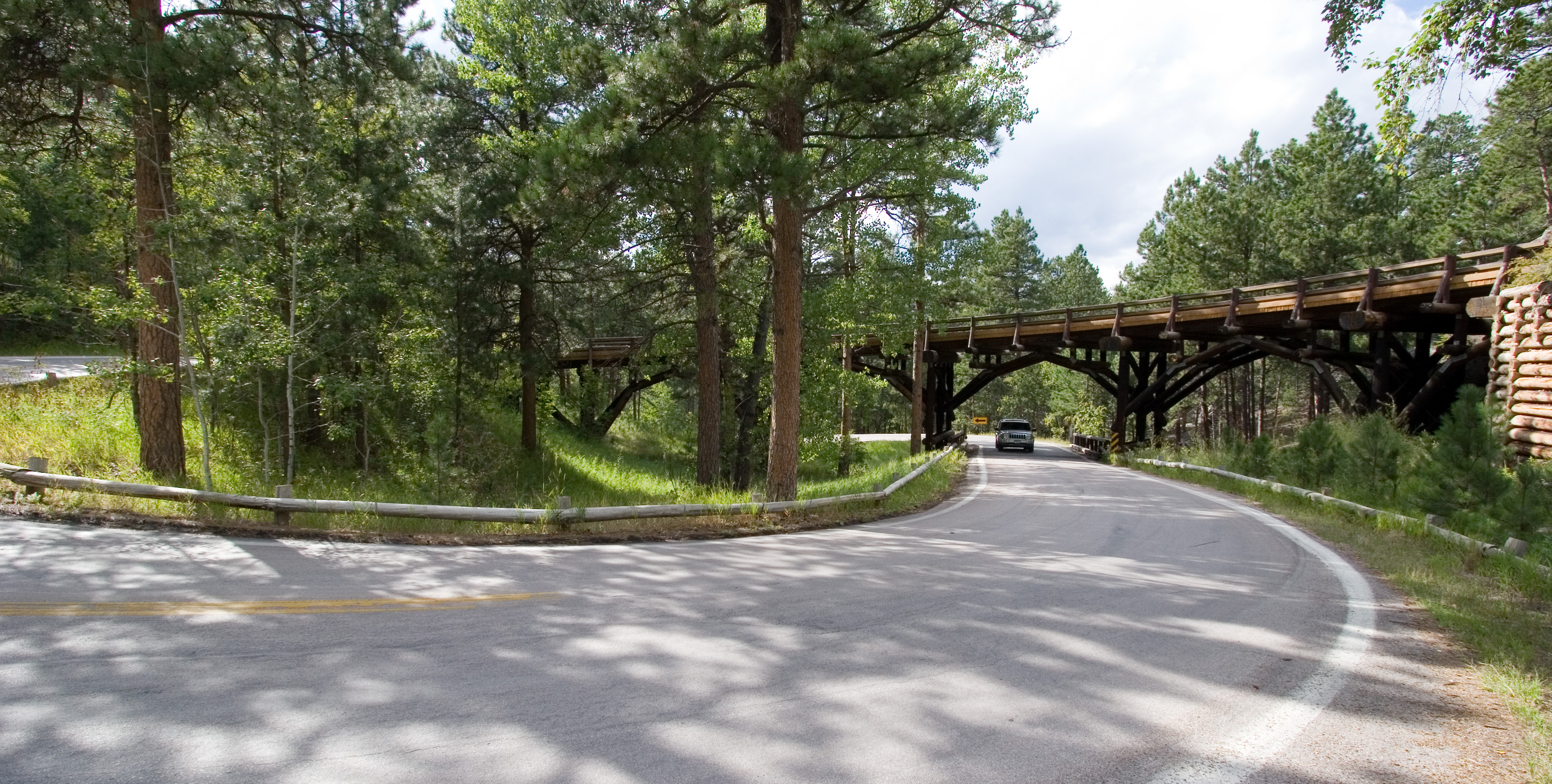
Un pigtail bridge sur l'Iron Mountain Road, Dakota du Sud, États-Unis.

    - Dans les Black Hills, une forme particulière de pont en spirale, appelé localement pigtail bridge (littéralement « pont en queue de cochon »), est introduite en 1932 par Cecil Clyde Gideon, superintendant autodidacte du parc d'État Custer devenu designer routier. Il l'appelle spiral-jumpoff. Pendant la conception de l'Iron Mountain Road, il apparait nécessaire de négocier des changements soudain d'altitude tout en préservant les qualités naturelles de cette route pittoresque ; le design en tire-bouchon est une solution spectaculaire — bien qu'onéreuse — à ce problème[1],[2],[3]. Afin d'intégrer les ponts à leur environnement, des matériaux naturels sont utilisés, comme du bois local. La plupart des pigtail bridges sont construits dans les années 1930 par le Civilian Conservation Corps.
    - Le Pig Tail Bridge, un pont sur la South Dakota Highway 87 dans le parc national de Wind Cave[4]

  - Minnesota : pont en spirale à Hastings (1895-1951)
  - Oregon :
    - Steinmen Crossing sur l'Oregon Highway 273 (en), partie de l'U.S. Highway 99 à travers les monts Siskiyou.
    - Pont Astoria-Megler, approche sud

  - Tennessee : pont sur l'US Highway 441 (en) à Bearpen Hollow dans les Great Smoky Mountains.
  - New Jersey : route d'approche du Lincoln Tunnel, à Weehawken

### Asie
- Chine :
  - Chongqing : pont en spirale sur la route de Rongqiao
  - Hong Kong :
    - New Clear Water Bay Road, New Kowloon
    - Ma On Shan Bypass, Ma On Shan, Nouveaux Territoires

  - Shanghai : échangeur du pont de Nanpu (2004)

- Japon :
  - Pont circulaire de Kawazu-Nanadaru, Kawazu, Shizuoka (1981)
  - Pont en spirale de Mizukami, Mizukami, Kumamoto
  - New Transit Yurikamome, approche du Rainbow Bridge, Tokyo

### Europe
- Belgique :
  - Pont des Hollandais de la citadelle de Namur, sur et sous la Route Merveilleuse.
- Espagne :
  - C-345 près de Malaga
  - NA-137 près du centre nordique Larra-Belagua sur la route du col de la Pierre Saint-Martin[5].
  - Sa Calobra, Majorque

- France :
  - Le Tourniquet de Pierre Chave sur la D49 entre Miribel-les-Échelles et Saint-Étienne-de-Crossey[6].
  - Le pont de l'Escargot sur la RD9 au sud-est du col de Saint-Louis à Caudiès-de-Fenouillèdes (Pyrénées-Orientales)[7] est droit mais permet le parcours hélicoïdal de la route.

- Grèce : autoroute E65 d'Antirion à Lamía, lors de la montée du mont Parnasse à Delphes ; hélice formant une boucle de 270°.

- Italie : autoroute A6.

- Pays-Bas : Nesciobrug sur le canal d'Amsterdam au Rhin, Amsterdam ; passerelle cyclable.

- Pologne : viaduc Stanisława Markiewicza, Ulica Karowa, Varsovie, reliant Krakowskie Przedmieście au niveau de la rivière.

- Royaume-Uni :
  - Le tunnel sous la Tamise (1825-1843) devait à l'origine comporte un accès en spirale souterrain, mais cela ne fut pas réalisé[8].
  - Glass Spiral Bridge, Millennium Place, Coventry (1998) ; passerelle piétonne.

- Suisse : Isenfluh

### Océanie
- Cahill Expressway (en), Sydney